# Грушки (станція)
Грушки́ (до 2017 року — Ки́їв-Жовтне́вий) — вантажна залізнична станція Київського залізничного вузла Південно-Західної залізниці. Розташована у Солом'янському районі міста, біля Козелецької вулиці.
Станція виникла у 1959 році при ліквідації залізничної гілки до колишньої станції Київ-Лук'янівка. Станція виконує суто вантажні функції. Приміського сполучення станця не має. На початку 2000-х для можливості виконувати подачі та прибирання вантажних вагонів електровозами, декілька колій станціїї було електрифіковано. Сучасна назва — з 2017 року.